# Bostonská melasová tragédie

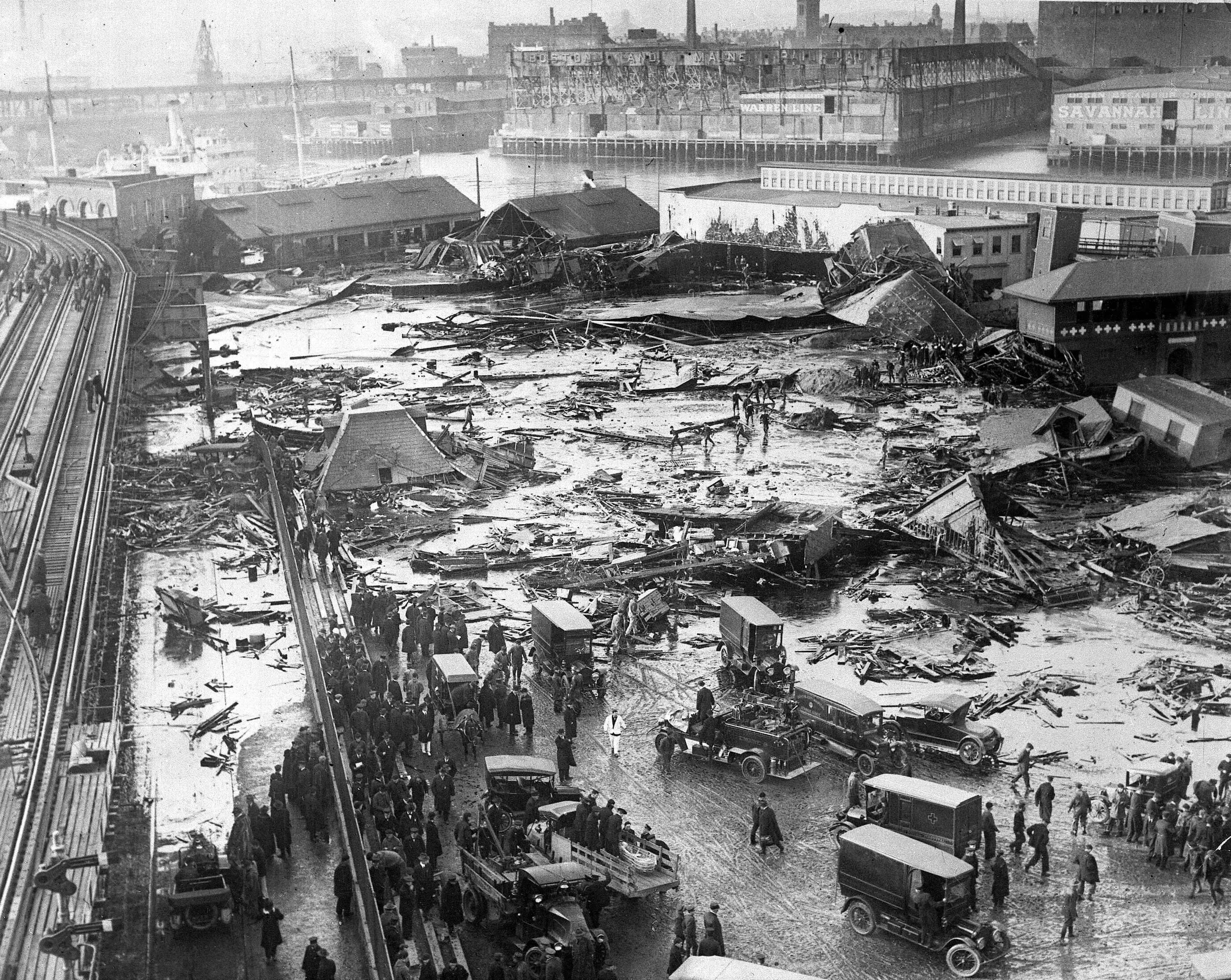
Dobová fotografie

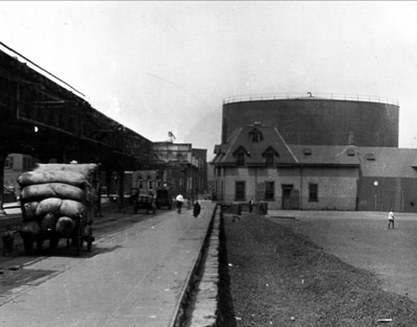
Foto před nehodou

Bostonská melasová tragédie se odehrála 15. ledna 1919 v přístavu v bostonské čtvrti North End. Toho dne v důsledku nekvalitní konstrukce a rychlého oteplení praskl obrovský kontejner s melasou o objemu asi 8 700 000 litrů a obrovská masa melasy se začala valit ulicemi rychlostí asi 56 km/h. Několik budov bylo úplně zničeno, poškozen byl i most, okolní ulice byly zaplaveny melasou do výšky až jednoho metru. Zhruba 150 lidí bylo zraněno, 21 lidí při nehodě zahynulo. Čisticí práce provádělo více než tři sta lidí asi dva týdny. Událost se stala legendou, pro svou neobvyklost je poměrně přesně odborně popsána a rozebrána. V současné době se na místě nehody nachází rekreační centrum Langone Park.